# Joe Alexander
Joe Alexander (ur. 26 grudnia 1986 w Kaohsiung) – amerykański koszykarz występujący na pozycji niskiego skrzydłowego, posiadający także izraelskie obywatelstwo, obecnie zawodnik Maccabi Riszon le-Cijjon.

## Wczesne lata
Urodzony w czasie świąt Bożego Narodzenia (1986), w tajwańskim Kaohsiung. Joe wrócił do ojczyzny swoich rodziców, czyli USA w wieku dwóch lat. Jako ośmiolatek powrócił na Daleki Wschód, gdyż jego ojciec otrzymał pracę w oddziale koncernu Nestle w Chinach. Pobierał naukę w międzynarodowej szkole w Pekinie, gdzie odnosił pierwsze sukcesy związane z koszykówką. Po powrocie do Stanów Zjednoczonych Ameryki w 2002 grał dla Linganore High School w Mt. Airy, Maryland. 

## Kariera uniwersytecka
Na West Virginia University Alexander spędził w zespole Mountaineers 3 sezony. W pierwszym zagrał w 10 meczach, w następnym częściej pojawiał się na parkiecie, osiągnął średnie 10,3 punktów, 1,9 asyst i 4,3 zbiórek na mecz, a jego zespół zwyciężył w kończącym sezon turnieju NIT, czyli National Invitation Tournament. W trzecim sezonie drużyna Mountaineers z West Virginia University dotarła, pokonując między innymi wyżej rozstawioną drużynę ze słynnego uniwersytetu Duke, do najlepszej szesnastki (tzw. Sweet 16) rozgrywek NCAA, gdzie poległa z rozstawionymi z numerem 3. koszykarzami z Xavier University. 
Joe Alexander liderował zespołowi, zdobywając średnio 16,9 punktów i 6,4 zbiórek na mecz, a dokonywał tego w przeciętnie 31,9 minut na parkiecie. Turniej NCAA zakończył ze średnimi 18 punktów i 9,6 zbiórek na mecz.

## Kariera w NBA
9 kwietnia 2008 zadeklarował chęć przystąpienia do draftu NBA. Był opisywany jako najlepszy pod względem atletycznym zawodnik biorący udział w drafcie. Został wybrany z numerem 8 przez Milwaukee Bucks. W NBA Summer League, w 2008 uzyskiwał średnio 9,2 punktu, 3,6 zbiórki i 1,2 bloku. 7 grudnia 2008 w przegranym meczu z Los Angeles Lakers zdobył najwięcej punktów w zespole - 15. Najbardziej udany pod względem ilości zdobywanych punktów był dla niego styczeń, kiedy to osiągnął średnią 5,8 punku na mecz. 
Przed sezonem 2009/2010 zespół z Milwaukee oddał w wymianie skrzydłowego z pierwszej piątki, Richarda Jeffersona, co potencjalnie zwolniło dodatkowe minuty gry dla Joe. Jednakże w wyniku kontuzji ścięgna podkolanowego prawej nogi Alexander opuścił pierwsze tygodnie sezonu.
30 października 2009 Bucks ogłosili rezygnację z opcji pozwalającej na przedłużenie kontraktu z zawodnikiem na trzeci sezon. W wyniku tego został Alexander najwyższym wyborem w drafcie, w którego wypadku opcja ta została odrzucona przez zespół.
23 sierpnia 2018 dołączył do tureckiego Besiktas Sompo Japan Stambuł.
29 grudnia 2019 został zawodnikiem izraelskiego Hapoelu Unet Holon. 
13 sierpnia 2020 podpisał kontrakt z Ironi Naharijja. 25 marca 2021 dołączył do południowokoreańskiego Jeonju KCC Egis. 24 maja 2021 został po raz trzeci w karierze zawodnikiem Hapoelu Holon. 11 października 2021 zawarł umowę z Maccabi Riszon le-Cijjon.

## Osiągnięcia
Stan na 12 października 2021, na podstawie, o ile nie zaznaczono inaczej.
NCAA
- Uczestnik rozgrywek Sweet 16 turnieju NCAA (2006, 2008)
- Mistrz turnieju National Invitation Tournament (NIT – 2007)
- Zaliczony do:
  - I składu Big East (2007)
  - składu honorable mention All-American (2007 przez Associated Press)

Inne drużynowe
- Wicemistrz:
  - Izraela (2018)
  - D-League (2014)
- Zdobywca pucharu Izraela (2015, 2017–2018)

Inne indywidualne
- Zaliczony do I składu:
  - D-League (2011)
  - ligi izraelskiej (2018)
- Uczestnik meczu gwiazd D-League (2011)
- Zawodnik tygodnia D-League (1.12.2014)